# Harold Bell Wright

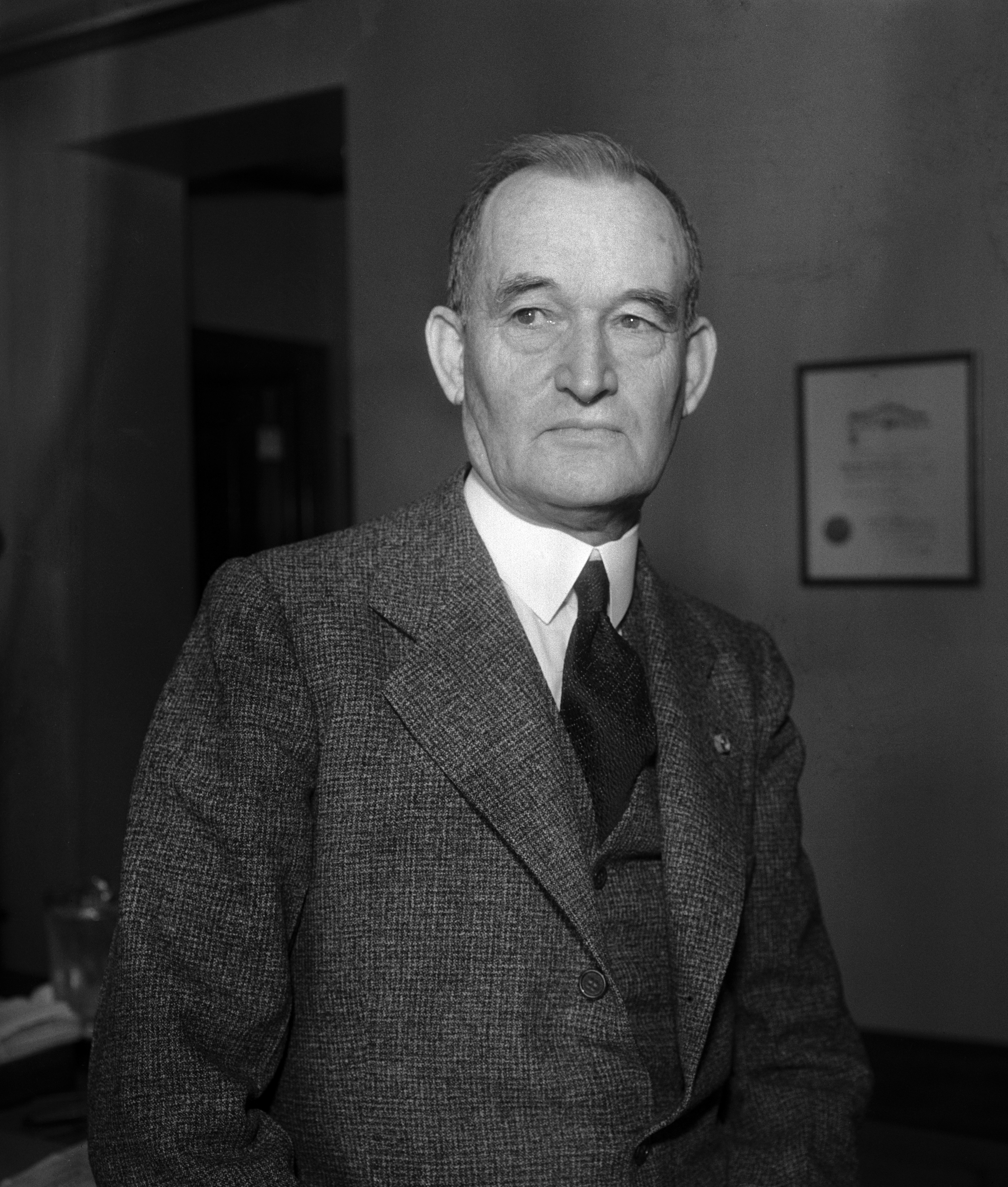
Harold Bell Wright

Harold Bell Wright (* 4. Mai 1872 in Rome (New York); † 24. Mai 1944 in La Jolla) war ein US-amerikanischer christlicher Erzähler.

## Leben
Harold, der Sohn von Alma Watson und des Leutnants aus dem Bürgerkrieg William A. Wright, verlor 1883 die Mutter. Da sich der Vater nicht um Harold kümmerte, wuchs der Junge in Ohio bei Verwandten und auch bei Fremden auf. Nach dem Besuch des Colleges in Hiram (Ohio) wurde Harold Wright evangelischer Pfarrer in Pierce City (Missouri). Im Laufe seines Lebens predigte er noch in Pittsburg (Kansas), Kansas City (Missouri), anno 1905 in Lebanon (Missouri) und ab 1907 in Redlands (Kalifornien). Nach dem Erfolg von The Shepherd of the Hills gab er den Predigerberuf auf und zog sich auf eine Farm in der Nähe von El Centro (Kalifornien) zurück. Für den Rest seines Lebens beschäftigte er sich ausschließlich mit der Schriftstellerei. Auf genannter Farm verbrachte er die Jahre bis 1914. Darauf wohnte er bis 1933 in Tucson. Ab 1935 wurde er in 
Escondido (Kalifornien) sesshaft.
Harold Wright heiratete 1899 Frances Long. Das Paar bekam drei Kinder und ließ sich 1920 scheiden. Wright heiratete im selben Jahr Mary Potter Duncan. Das Ehepaar besaß ein Anwesen in Palm Springs (Kalifornien).
Harold Wright starb an einer Lungenentzündung und fand die letzte Ruhe auf dem Friedhof Greenwood Memorial Park in San Diego.

## Werk (Auswahl)
- That Printer of Udell's entstand 1902 in Pittsburg (Kansas)
- 1907 The Shepherd of the Hills (1989 dt. Der Fremde und das Mädchen. Übersetzerin: Beate Peter. ISBN 3877391036) wurde 1907 veröffentlicht. Ort der Handlung des Bestsellers ist Branson (Missouri).
- The Calling of Dan Matthews, 1909
- The Uncrowned King, 1910
- The Winning of Barbara Worth, 1911. Der historische Roman spielt im südostkalifornischen Imperial Valley.

- Their Yesterdays, 1912
- The Eyes of the World, 1914
- When a Man's a Man, 1916
- The Re-Creation of Brian Kent, 1919
- Helen of the Old House, 1921
- The Mine with the Iron Door, 1923
- A Son of His Father, 1925
- A Higher Call (1991 dt. Wer auf diesen Felsen baut .... Übersetzerin: Beate Peter. ISBN 3894371501)
- In den Herzen ein Feuer. 1990. Übersetzerin: Beate Peter. ISBN 978-3894371135

## Verfilmungen

### Aufführungen im deutschsprachigen Raum
- 1949: Zweikampf am Red River (Massacre River)
- 7. Juni 1991 Verfluchtes Land (18. Juli 1941: The Shepherd of the Hills)
- Entfesselte Elemente (1926 Stummfilm: The Winning of Barbara Worth)

### Originale
Stummfilme
- 1919 The Shepherd of the Hills
- 1924 When a Man's a Man
- 1924 The Mine with the Iron Door
- 1925 The Re-Creation of Brian Kent
- 1926 A Son of His Father

Tonfilme
- 1930 The Eyes of the World
- 1935 The Calling of Dan Matthews
- 1936 Wild Brian Kent
- 1937 Secret Valley
- 1937 It Happened Out West
- 1937 The Californian
- 1937 Western Gold